# KS Андромеды
KS Андромеды (лат. KS Andromedae) — одиночная переменная звезда в созвездии Андромеды на расстоянии приблизительно 1606 световых лет (около 492 парсеков) от Солнца. Видимая звёздная величина звезды — от +10m до +9,4m.

## Характеристики
KS Андромеды — красный гигант, пульсирующая медленная неправильная переменная звезда (LB) спектрального класса M2 или M0. Радиус — около 33,86 солнечных, светимость — около 277,197 солнечных. Эффективная температура — около 4047 K.